# 롱 키스 굿 나잇
《롱 키스 굿나잇》(영어: The Long Kiss Goodnight)은 미국에서 제작된 레니 할린 감독의 1996년 액션 스릴러 영화이다. 지나 데이비스, 새뮤얼 L. 잭슨, 패트릭 맬러하이드, 크레이그 비어코, 브라이언 콕스, 데이비드 모스, 이본 지마 등이 출연하였고, 스테퍼니 오스틴 등이 제작에 참여하였다.
개봉 당시 흥행에 성공하지 못하였으나 이후 컬트 영화화되었다.

## 줄거리
뉴저지주 해변에서 임신 상태로 발견된 서맨사는 역행성 기억 상실로 인해 본인의 진짜 이름조차 떠올리지 못한다. 그로부터 8년이 흘러 서맨사는 펜실베이니아주에서 교사로 일하며 남자친구 핼, 딸 케이틀린과 평화롭게 살고 있지만 본인의 정체가 궁금해 사립 탐정 미치를 고용한 참이다.
어느 날 서맨사는 교통 사고로 뇌진탕을 겪으면서 본인과 관련한 기억을 조금씩 되찾기 시작한다. 한편 우연히 텔레비전에서 서맨사의 얼굴을 본 "원아이드 잭"은 탈옥하여 서맨사 집에 침입하고, 서맨사는 맨손으로 그를 죽인다. 자신이 곁에 있으면 핼과 케이틀린이 위험해진다는 생각에 서맨사는 자신의 옛 서류 가방을 찾아낸 미치와 함께 길을 떠난다.
서류 가방에서 발견한 단서를 통해 네이선 월드먼 박사에게 연락한 서맨사는 자신이 실은 CIA 소속 암살자 "찰리" 볼티모어라는 걸 알게 된다. 그러나 서맨사는 아직 온전치 않은 과거 기억으로 인해 자신의 마지막 암살 목표였던 루크 "데덜러스"를 연인으로 착각하고, 데덜러스는 월드먼 박사를 살해한다. 서맨사는 고문을 당하며 찰리로서의 기억을 온전히 되찾으면서 속박을 풀고 데덜러스를 살해한다. 서맨사, 아니 찰리는 머리를 자르고 백금발로 염색하며 예전 모습으로 돌아간다.
과거 찰리는 데덜러스와 원아이드 잭이 연루됐던 CIA의 위장 술책 작전을 저지한 적이 있다. 당시 CIA는 나이아가라 폭포에 화학 폭탄을 터트린 뒤 이를 이슬람 테러리스트 탓으로 돌려 예산 증대를 꾀하려 했었다. 현 CIA 국장 릴런드 퍼킨스는 이 작전을 다시 한 번 시도하려고 한다.

## 출연
- 지나 데이비스 - 서맨다 케인 / 샬린 엘리자베스 "찰리" 볼티모어 역
- 새뮤얼 L. 잭슨 - 미치 헤너시 역
- 패트릭 맬러하이드 - 릴런드 퍼긴스 역
- 크레이그 비어코 - 티머시 역
- 브라이언 콕스 - 네이선 월드먼 박사 역
- 데이비드 모스 - 루크 / 데덜러스 역
- G. D. 스프래들린 - 대통령 역
- 톰 어맨데스 - 핼 역
- 이본 지마 - 케이틀린 역
- 멀리나 캐너커리디스 - 트린 역
- 앨런 노스 - 얼 역
- 래리 킹 - 본인 역
- 조지프 매케나 - 원아이드(애꾸눈) 잭 역
- 댄 워리스미스 - 레이먼드 역
- 렉스 린
- 에드윈 호지
- 프랭크 무어
- 주다 캐츠
- 채드 도넬라
- 숀 도일

## 제작
1996년 2월 27일 영화 촬영 중에 지어진 지 127년이 된 유서 깊은 온타리오주 호텔 윈더미어 하우스가 석재인 베란다만 남기고 전소되는 화재 사고가 발생하였다.

## 기타 제작진
- 공동 제작: 칼라 프라이
- 총괄 제작: 마이클 더루카, 리차드 새퍼스틴, 스티브 티시
- 배역: 메리 버뉴, 로니 예스컬
- 미술: 하워드 커밍스, 스티브 아널드, 데니스 대븐포트
- 세트: 마이클 테일러
- 의상: 마이클 캐플런
- 분장: 트리샤 소여, 크리스틴 하트
- 특수 효과 분장: 고든 J. 스미스
- 헤어: 로버트 L. 스티븐슨, 로버트 핼러웰 2세, 폴 R.J. 엘리엇
- 특수 효과: 제프리 A. 오쿤
- 음악 감독: 보니 그린버그

## 반응
지나 데이비스는 후에 이 영화에서 맡은 자신의 역할이 《델마와 루이스》(1991)에서 연기했던 셀마(델마) 역과 함께 자신의 출연작 중 가장 좋아하는 인물이라고 회고하였다. 새뮤얼 L. 잭슨은 이 영화가 본인 출연작 전체를 통틀어 가장 즐겨보는 영화라고 인터뷰하였다. 감독 레니 할린 역시 자신의 연출작 가운데 제일 좋아하는 영화로 이 영화를 꼽았다.

## 우리말 녹음
MBC 성우진 (1998년 1월 1일)
- 최덕희 - 서맨다 (지나 데이비스)
- 안지환 - 티머시 (크레이그 비어코)
- 김기현 - 헤너시 (새뮤얼 L. 잭슨)
- 권혁수 - 핼 (톰 어맨데스)
- 박소라 - 케이틀린 (이본 지마)
- 김태훈 - 대통령 (G. D. 스프래들린)
- 박지훈 - 루크 (데이비드 모스)
- 김현직 - 월드먼 (브라이언 콕스)
- 김용식 - 퍼킨스 (패트릭 맬러하이드)
- 이승환
- 최원형
- 변종필
- 유은숙
- 정남
- 오주연